# Пекшен, Халук
Халук Пекшен (тур. Haluk Pekşen, 11 сентября 1961, Трабзон — 16 сентября 2022, Анкара) — турецкий юрист, бизнесмен и политик от Республиканской народной партии (РНП), был членом парламента от Трабзона с 7 июня 2015 года.
Он родился в 1961 году в Йомре. Окончил юридический факультет Стамбульского университета. Сначала был членом Социал-демократической партии, перейдя в РНП после её восстановления в 1992 году. 
Пекшен был адвокатом на судебных процессах по делу операции «Кувалда» и судебном процессе о восстановлении Конфедерации прогрессивных профсоюзов Турции.